# Marisa Pavan
Marisa Pavan (właśc. Marisa Pierangeli; ur. 19 czerwca 1932 w Cagliari, zm. 6 grudnia 2023 w Gassin) – włoska aktorka filmowa. Nominowana do Oscara za drugoplanową rolę w filmie Tatuowana róża (1955). Siostra bliźniaczka aktorki Pier Angeli.

## Wybrana filmografia
- Tatuowana róża (1955) jako Rosa Delle Rose
- Człowiek w szarym garniturze (1956) jako Maria Montagne
- Diane (1956) jako Katarzyna Medycejska
- Salomon i Królowa Saby (1959) jako Abiszag
- John Paul Jones (1959) jako Aimee de Tellison
- Największe wydarzenie od czasu, gdy człowiek stanął na Księżycu (1973) jako Maria Mazetti